# Дурвініта
Дурвініта — індійський цар, найуспішніший правитель з династії Західних Гангів. Був сином Авініти.

## Правління
За часів його правління пожвавились бойові дії між Гангами та Паллавами. Дурвініта здобув перемогу над Паллавами у битві при Андері. І хоч правитель останніх шукав допомоги у Кадамба, Дурвініта все ж переміг Паллавів при Алаттурі, Поруларі та Пернагрі. Ті перемоги надали йому змогу поширити владу на півночі країни тамілів.